# Giovanni Antonio Guido
Giovanni Antonio Guido (* um 1675 in Genua; † nach dem 17. September 1729) war ein italienischer Violinist und Komponist des Barock.

## Leben
Nur wenig ist über seinen Lebenslauf bekannt. Unterricht erhielt Giovanni Antonio Guido ab 1683 in Neapel am Conservatorio della Pietà dei Turchini unter Nicola Vinciprova, bei dem er sieben Jahre lernte. Danach war er als Kopist für das Konservatorium tätig. Von 1698 bis Ende 1701 war er Mitglied der königlichen Kapelle. Giuseppe Avitrano erhielt Guidos frei gewordene Stelle im Januar 1702. Ab 1702 bis mindestens 1728 war Guido neben Jean-Baptiste Anet als Violinist und maître de musique in den Diensten des Herzogs Philippe II. von Orléans und danach bei dessen Sohn Louis I. de Bourbon, duc d’Orléans in Paris tätig.
Sein bekanntestes überliefertes Werk sind die „Scherzi armonici sopra le quattro staggioni dell’anno“ op. 3, eine Imitation der Vier Jahreszeiten von Antonio Vivaldi.

## Werke

### Werke mit Opuszahl
- Op. 1: 6 Motetti ad una e più Voci con Sinfonia (Paris, 1707)
- Op. 2: 2 Sonate in Suonate a tre […] di Giovanni Ravenscroft […] Opera seconda Seconde Edition […] augmentée de quatre Sonates deux de M. A. Giudo […] (Amsterdam, 1708)
- Op. 3: Scherzi armonici sopra le quattro Staggioni dell'Anno (Paris, 1728)